# Кукмор
Ку́кмор (тат. Кукмара) — город (в 1928—2017 — посёлок городского типа) в Кукморском районе Республики Татарстан России.
Образует городское поселение город Кукмор.

## География

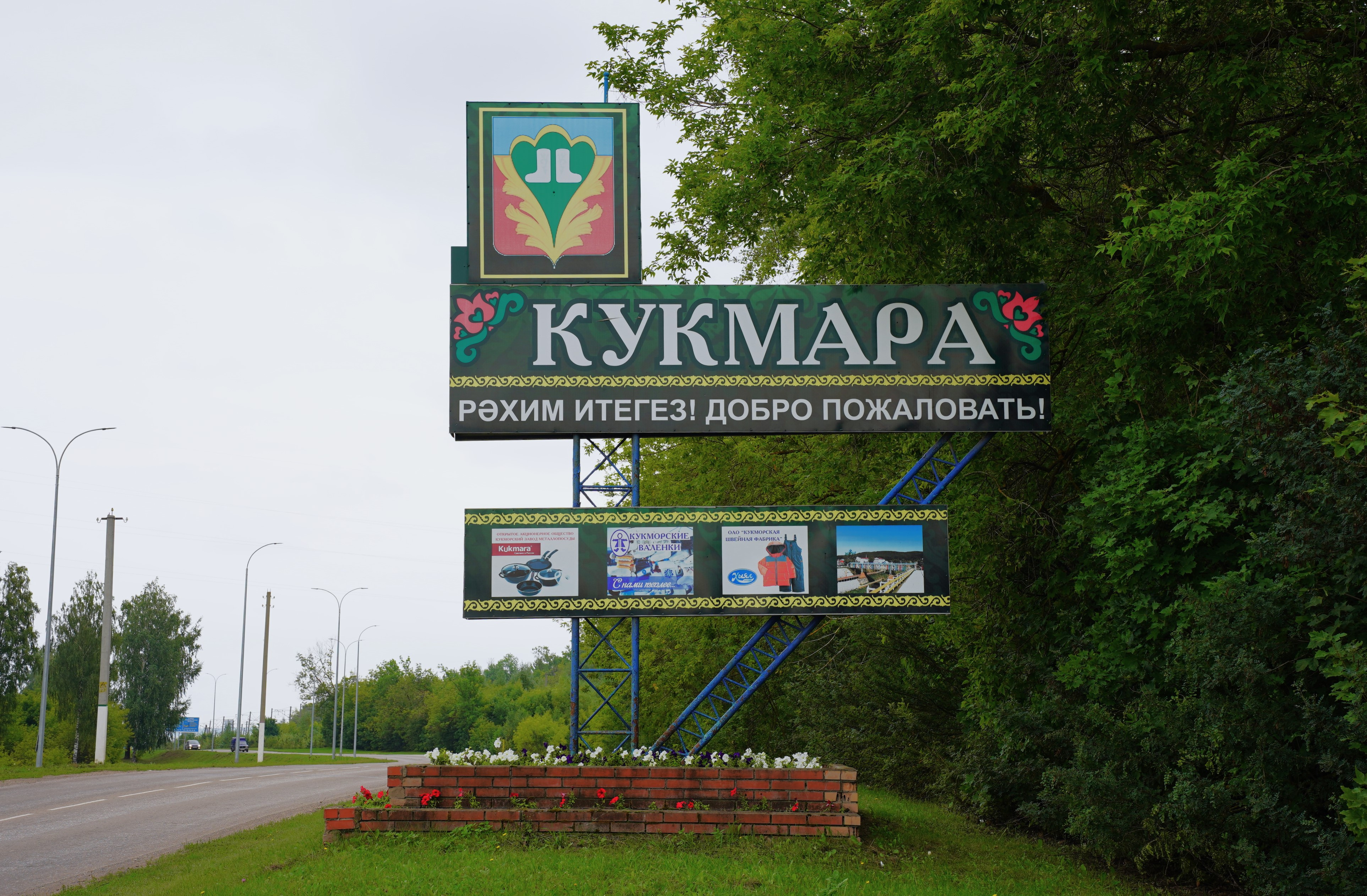
Стела на западном въезде в Кукмор

Кукморский район расположен на севере Республики Татарстан, входит в Предкамскую экономическую зону. Город расположен на реке Нурминка (левый приток Оштормы, бассейн Вятки), в 115 км к северо-востоку от Казани, в 10 км к юго-западу от города Вятские Поляны Кировской области. Железнодорожная станция Кукмор на линии Казань — Агрыз.

## История
Традиционно считается, что название Кукмор происходит от марийских слов: «кок» — два или «кугу» — большой, «мари» — современное название народности.
Со времён до взятия Казани на территории современного города Кукмор находились марийская деревня Ошторма Кукмора и чувашская деревня Малая Ошторма Кукмора . Цитаты из «Выписи из дела, выданной казанским воеводой М. Л. Плещеевым Трифоновскому архимандриту Александру с братией, на вотчинную землю в Казанском уезде, по Арской дороге, на устье речки Оштормы, 7188 (1680) года февраля 17»: стр. 21: «и в деревне Ошторме Кукморе семнадцать дворов, а у той деревни по смете пашни …, деревня Малая Ошторма Кукмора Чувашская, а в ней четыре двора, а у той деревни по смете пашни …», стр. 22: «а от монастыря те обе деревни восемь верст», стр. 25: «и тою землею и сенными покосы и лесом … владеют Черемиса деревни Оштормы Кукморы да Чюваша деревни Малой Оштормы Кукморы изстари, до Казанского взятья», стр. 26: «деревня Ошторма Кукмора Черемисская, стоит на речке на Нурме, а в ней семнадцать дворов, а у той деревни по смете пашни …; деревня Ошторма Кукмора Черемисская, а в ней четыре двора, пашни у той деревни …», стр.27: «а рыбная ловля и бобровые гоны по речке по Ошторме вопче у них с Чювашею и Черемисою дву деревень Ошторем». По названию реки «Ошторма» в названиях этих деревень, тому что только про Ошторму Кукмору сказано, что она на речке Нурме, по их близости друг к другу можно сделать вывод, что это современные деревни Манзарас и Киндер Куль, которые находятся рядом с городом Кукмор. Поселения Малый Кукмор (Таишево) и Большой Кукмор, вероятно, были первоначально образованы жителями этих деревень. В описании Полянской вотчины от 1607 г. в книге Селивановского К. «История Вятского Успенского Трифонова монастыря», (Вятка, 1912) на с. 39 — 40 упоминается «Черемисская деревня Кукмара». В Вятскополянском районе была марийская деревня Ошторма-Кукмор, она была признана «бесперспективной» и сселена в 60-70-е годы. Большинство её жителей поселились в деревне Средняя Тойма. Этот Ошторма-Кукмор был образован переселенцами из волости Ошторма-Кукмор. Также марийцы Кукморской волости поселились на реках Тойме и Слудке.
В начале XVII века близ деревни Большой Кукмор (другое название Верхний Кукмор; в 2 км западнее современного посёлка) были найдены залежи медных руд. В 1741 году на землях татарской деревни Таишево (тат. Туеш [Туйыш]; другие названия Малый Кукмор, Другой Кукмор, Другая Кукмора) возник медеплавильный завод казанского купца Семёна Еремеевича Иноземцева, производительность его достигла до 1600 пудов в год. Поселение завода получило название завод Кукмор или Таишевский завод. Вольнонаёмные рабочие и приписанные к заводу крестьяне добывали и свозили руду на завод, заготовляли топливо. Оплата рабочих была низкой. Кукморский медеплавильный завод во время восстания Пугачёва снабжал восставших оружием. После этого события завод был закрыт на несколько лет. В начале XIX века снова возобновилась выплавка меди. В 1812 году Кукморский медеплавильный завод снабжал боевыми средствами добровольцев Отечественной войны. Только за 22 года завод выплавил более 50 тысяч пудов меди.
В 1831—1833 годах значительную часть рабочих Таишевского завода, 500 душ, перевезли на Урал, для работы на Васильево-Шайтанском заводе. Переселенцы образовали деревню Таишевка, позднее Шайтанка, в 35 км от Екатеринбурга.
Затем вследствие истощения руд завод стал приходить в упадок. В мае 1851 года Горным правлением вынесено решение о закрытии Кукморского и Иштеряковского заводов. Кукморский завод был остановлен в 1852 году.
После закрытия завода поселение завода получило название село Кукмор. На месте закрытого завода возникло частное предприятие по изготовлению медной посуды. Село также имело неофициальное название Русский Кукмор (тат. Рус Кукмарасы), а Большой Кукмор неофициально назывался Татарским Кукмором (тат. Татар Кукмарасы).
Кукмор входил в состав Асан-Илгинской волости, которая входила в состав Мамадышского уезда. Мамадышский уезд существовал в 1781—1920 годах.
К концу XIX века село Кукмор становится центром кустарной промышленности. В 1870 году фабрикантами братьями Комаровыми здесь была создана валяно-обувная фабрика. После появились валяльные фабрики купцов Родыгина и Вавилова. Существовало частное предприятие купца Володина по изготовлению кумганов. Значительное место занимала торговля. Местными купцами и торговцами было построено значительное число лавок, ларьков и магазинов. Торговали они ювелирными изделиями, медной посудой и мануфактурой. Торговая роль села поднялась после проложения железной дороги через село. Кукмор становится торгово-кустарным центром на севере Мамадышского уезда Казанской губернии.
В сентябре 1919 года были национализированы все валяльные фабрики. После национализации Кукморская валяльно-обувная фабрика выпускала обувь для Красной Армии.
В 1920—1930 годах Кукмор был административным центром Кукморской волости, которая входила в состав Мамадышского кантона.
В 1924—1927 гг в Кукморе были созданы промысловые артели по изготовлению шапок, рукавиц, кукморских валенок, кирпича, медной посуды.
В 1928 году село Кукмор преобразовано в посёлок, 1930 году — в рабочий посёлок городского типа Кукмор.
В 1930 был образован Кукморский район и Кукмор стал районным центром.
28 апреля 2017 года посёлок городского типа Кукмор преобразован в город Кукмор в соответствии с Законом Республики Татарстан от 27.04.2017 № 23-ЗРТ «О преобразовании поселка городского типа Кукмор Кукморского района и внесении изменении в отдельные законодательные акты Республики Татарстан».

## Население
| 1959    | 1970    | 1979    | 1989    | 2002    | 2003    | 2004    | 2005    |
| ------- | ------- | ------- | ------- | ------- | ------- | ------- | ------- |
| 7510    | ↗11 247 | ↗13 173 | ↗14 731 | ↗16 764 | ↗17 300 | ↘16 700 | ↘16 505 |
| 2006    | 2007    | 2009    | 2010    | 2011    | 2012    | 2013    | 2014    |
| ↗16 643 | ↗16 828 | ↗16 987 | ↘16 918 | ↘16 916 | ↗17 067 | ↗17 254 | ↗17 428 |
| 2015    | 2016    | 2017    | 2018    | 2019    | 2020    | 2021    |         |
| ↗17 479 | ↗17 694 | ↗17 700 | ↗17 753 | ↗17 815 | ↘17 796 | ↗17 886 |         |

На 1 января 2025 года по численности населения город находился на 705-м месте из 1124 городов Российской Федерации.

## Климат
- Среднегодовая температура воздуха — 3,6 °C
- Относительная влажность воздуха — 70,6 %
- Средняя скорость ветра — 3,0 м/с

| Показатель                            | Янв.  | Фев. | Март | Апр. | Май  | Июнь | Июль | Авг. | Сен. | Окт. | Нояб. | Дек.  | Год |
| ------------------------------------- | ----- | ---- | ---- | ---- | ---- | ---- | ---- | ---- | ---- | ---- | ----- | ----- | --- |
| Средняя температура, °C               | −11,2 | −11  | −5,7 | 3,8  | 12,5 | 17,9 | 19,9 | 17,0 | 11,4 | 3,8  | −5,3  | −10,4 | 3,6 |
| Источник: NASA. База данных RETScreen |       |      |      |      |      |      |      |      |      |      |       |       |     |

## Промышленность
Основными предприятиями Кукмора являются швейная фабрика, завод металлопосуды и валяльно-войлочный комбинат.
«Кукморский валяльно-войлочный комбинат» был открыт в 1867 году на базе торгового дома «Братья Комаровы». Кукморский комбинат является одним из крупнейших в России предприятий по изготовлению валенок. Он обеспечивает большую часть налогов Кукморского района. завод выпускает около 1,5 миллионов пар обуви в год. По итогам 2023 года выручка предприятия составила 632 млн рублей, из них 100 млн прибыли. Завод обеспечивает 453 рабочих места.
«Кукморский завод металлопосуды» выпускает продукцию под брендом Kukmara и специализируется на производстве литой толстостенной алюминиевой посуды. В 2023 году продукция попала в рейтинг «100 лучших товаров России», выручка составила 5,1 млрд рублей, чистая прибыль — 469 млн рублей. На долю завода приходится почти 70 % всех отгруженных в районе товаров. Готовая продукция поставляется в города России, стран СНГ и дальнее зарубежье. Планируется открытие филиала завода в Ангрене (Узбекистан). На предприятии трудятся более 800 человек.
«Кукморская швейная фабрика» производит верхнюю одежду под брендом Graf kids. На заводе заняты 110 человек, будущие кадры готовят в местном колледже.
В 2024 стартовало строительство молочного комплекса на 4 800 голов дойного стада. Полное завершение строительства планируется в 2028 году.

## Транспорт
Действуют четыре маршрута городского автобуса:
- № 1 Завод металлопосуды — 7 километр
- № 2 Железнодорожный вокзал (кольцевой)
- № 3 Завод металлопосуды — Школа (кольцевой)
- № 4 Завод металлопосуды (кольцевой)

Пригородные и междугородние маршруты:
- № 201 Кукмор — Средний Кумор — Старая Юмья
- № 202 Кукмор — Туркаш
- № 208 Кукмор — Лельвиж / Кукмор — Трыж — Лельвиж
- № 215 Кукмор — Мамашир
- № 814 Вятские Поляны — Старый Пинигерь

### Железнодорожный транспорт
- станция Кукмор
- разъезд Братьев Комаровых

## Культура
Кукморский краеведческий музей

## Достопримечательности
В 2021 году в рамках проекта «Кукморские витрины» началась реставрация старой части города. Его реализовали на средства гранта Всероссийского конкурса малых городов, сумма составила 50 миллионов рублей.
Основные достопримечательности Кукмора:
- Кукморская гора — горный комплекс, покрытый густым лесом, который высадили в начале 1960-х годов. В народе гору называют «Зелёная жемчужина»[54]. В 2005 году здесь построили горнолыжную базу «Медная гора»[55].
- Родовой дом братьев Комаровых — включён в список объектов культурного наследия. Двухэтажное сооружение 1870-го года постройки[56].
- Кукморский краеведческий музей — расположен в бывшем здании валяльно-войлочной фабрики братьев Родигиных. В 2023 году началась масштабная реставрация здания, в ходе которой восстановят фасады, основные конструкции и добавят новые технические решения[57].
- Действующая водонапорная башня — создана в 1930-х годах по проекту В. Г. Шухова[56][58].
- Памятник В.И. Ленину. В 2020 году из пьедестала подняли капсулу времени.
- Храм Святых Апостолов Петра и Павла — возведён в 2007 году в память о разрушенной первой Петропавловской церкви (разрушена в 1930 годах)[59].

## Средства массовой информации

### Радио
В городе вещает один канал:
Радио Болгар / Кукмара авазы — 107.9 FM
Возможен приём из других городов:
| Название                        | Город     | Частота  |
| ------------------------------- | --------- | -------- |
| Радио Шансон                    | В. Поляны | 101 FM   |
| Татар радиосы (Татарское радио) | В. Поляны | 101.7 FM |
| Болгар радиосы (Радио Болгар)   | Шемордан  | 102.3 FM |
| Авторадио                       | В. Поляны | 103.4 FM |
| Радио России-ГТРК Вятка         | В. Поляны | 103.8 FM |
| Мария FM                        | Шемордан  | 104.4 FM |
| Дорожное радио                  | В. Поляны | 105.4 FM |
| Дулкын радиосы                  | Шемордан  | 105.6 FM |
| Радио Рекорд                    | В. Поляны | 105.9 FM |
| Русское радио                   | В. Поляны | 106.3 FM |
| Европа Плюс                     | В. Поляны | 106.7 FM |
| Мария FM                        | В. Поляны | 107.1 FM |
| Радио России-ГТРК Татарстан     | Шемордан  | 107.5 FM |

### Газеты
- «Трудовая Слава»

### Сотовая связь
| Сеть сотовой связи | Юридическое лицо            | Стандарт связи |
| ------------------ | --------------------------- | -------------- |
| Мегафон            | ОАО «Мегафон»               | GSM, UMTS      |
| МТС                | ОАО «Мобильные ТелеСистемы» | GSM, 4G        |
| Билайн             | ОАО «Вымпел-Коммуникации»   | GSM, 4G        |
| Tele2              | ОАО «Ростелеком»            | GSM, 4G        |
| Летай              | ОАО «Таттелеком»            | GSM, 4G        |